# De upproriska
De upproriska (eng: To Sir, with Love) är en brittisk dramafilm från 1967 i regi av James Clavell. Manuset är baserat på E.R. Braithwaites självbiografiska roman To Sir, With Love från 1959. Huvudrollen spelas av Sidney Poitier och i övriga roller märks Christian Roberts, Judy Geeson, Suzy Kendall och Lulu, i hennes debutroll. Filmen handlar om sociala problem och rasfrågor i en innerstadsskola i det tuffa området East End i London. Filmen fick en uppföljare nästan tre decennier senare i TV-filmen Den hårda skolan (1996), i regi av Peter Bogdanovich och där Poitier repriserade sin roll som läraren Mark Thackeray.

## Rollista i urval
- Sidney Poitier - Mark Thackeray
- Christian Roberts - Bert Denham
- Judy Geeson - Pamela Dare
- Suzy Kendall - Gillian Blanchard
- Lulu - Barbara "Babs" Pegg
- Ann Bell - Mrs. Dare
- Geoffrey Bayldon - Theo Weston
- Faith Brook - Grace Evans
- Patricia Routledge - Clinty Clintridge
- Chris Chittell - Potter
- Adrienne Posta - Moira Joseph
- Edward Burnham - Florian
- Rita Webb - Mrs. Joseph
- Fred Griffiths - Market Stallholder
- Anthony Villaroel - Seales
- Michael Des Barres - Williams
- Gareth Robinson - Tich Jackson
- Lynne Sue Moon - Miss Wong
- Marianne Stone - Gert
- The Mindbenders